# Robert John Maitland
Robert John Maitland (Birmingham, 31 de març de 1924 - Metz, França, 26 d'agost de 2010) va ser un ciclista anglès, que va córrer durant els anys 50 del segle xx.
El 1948 va prendre part en els Jocs Olímpics de Londres de 1948, en què guanyà la medalla de plata en la contrarellotge per equips, junt als seus compatriotes Ian Scott i Gordon Thomas.
El 1953 guanyà el Campionat Britànic de ciclisme en ruta professional.

## Palmarès
- 1944
  - 3r al Campionat Britànic en ruta (NCU)
- 1946
  - 3r al Campionat Britànic en ruta (NCU)
- 1948
  - Medalla de plata en la contrarellotge per equips dels Jocs Olímpics de Londres
  -  Campió britànic en ruta (NCU)
- 1949
  - 3r al Campionat Britànic en ruta (NCU)
- 1952
  - 2n al Campionat Britànic en ruta (BLRC Independent)
- 1953
  -  Campió britànic en ruta (BLRC Independent)
- 1954
  - 3r al Campionat Britànic en ruta (BLRC Independent)

### Resultats al Tour de França
- 1955. Abandona (9a etapa)